# ビートたけしの全日本お笑い研究所
『ビートたけしの全日本お笑い研究所』（ビートたけしのぜんにっぽんおわらいけんきゅうじょ）は、日本テレビ系列ほかで1988年4月13日から6月15日まで毎週水曜21:00 - 21:54に放送されていたバラエティ番組で、ビートたけしの冠番組である。
1988年6月22日からはタイトルを『番組の途中ですが…再びたけしです』（ばんぐみのとちゅうですが ふたたびたけしです）と変え、同年9月14日まで放送された。

## 番組編成について
本番組は、たけしとたけし軍団の一部メンバーが前年のフライデー襲撃事件で逮捕・釈放されて以降の初めてのレギュラー番組である。
事件前の1986年10月に日本テレビで放送された特番『ビートたけしの金太郎飴スペシャル』（ビートたけしのきんたろうあめスペシャル）のレギュラー版に当たる。『金太郎飴スペシャル』放送当時にも『ビートたけしの金太郎飴』を仮タイトルにして、1987年4月から毎週水曜日21:00枠でのレギュラー化の話があったが、フライデー事件のために頓挫した。その後、たけしが復帰した3か月後の1987年10月から同じ毎週水曜日21:00枠で本番組の放送を開始する話が再び持ち上がったが、「内容がまだ固まっておらず、たけしのスケジュール調整も難しくて10月に間に合わない」などとしてこの時も再び見送られた。『金太郎飴スペシャル』はその後1987年年末と1988年3月に放送されている。
毎回、様々な有名人をゲストに招いての笑いのオンパレードであった。しかしその後視聴率は2桁獲れず大不振が続き、その後番組タイトルを『番組の途中ですが…再びたけしです』と改めて再スタートしたが同年9月に終了した。

## 出演者
- ビートたけし
- ビートきよし
- 吉田美江
- かわいさとみ
- たけし軍団 - そのまんま東が「東国原英夫」名義で街頭に現れ、「番組の途中ですが、次は“Let's Go 南野くん”です！」など、次に始まるコーナーを紹介した。
- 石倉三郎
- もたいまさこ
- 濱田万葉
- ほか

## 主なコーナー
基本はたけし所長が考えるくだらないネタや思い付きを、軍団が別撮りで表現するというものであった。林家ペーはこの時にたけしが「気になるタレント」として挙げ、共演に至ってテレビ出演が増えた。
- 南野くん（読みは「ナンノくん」、後に『Let's Go 南野くん』にタイトル改題） - たけしにいたずらをされたゲストが、逃走するたけしを追いかけながらくだらないクイズに答えさせられるスタジオコントコーナー。
- 北野さん一家の出たがりクイズ日記 → 北野さん一家のクイズ日記 - 『OH!たけし』からの流れを汲んだ、北野家が実在のクイズ番組をパロディした素人参加のクイズ番組に出場するコーナーで、兼子家（ビートきよしの本名の名字）が対戦相手である事が多い。また、太平サブロー・シローがネタ元番組のレギュラーのまねをして出演。吉本興業を退社していたサブロー・シローにとっては当時数少ないレギュラーだった。毎回優勝が決まる箇所でくす玉を割ることもあった。これまでのクイズのパロディは『クイズ100人に聞きました』『クイズダービー』『ジェスチャー』『ほんものは誰だ!』『クイズ ヒントでピント』『目方でドン』『底ぬけ脱線ゲーム』（「浦安仏壇本舗」という架空のスポンサーもあった）などがあり、北野家が番組をめちゃくちゃにしているため一度だけ北野家のクイズ番組出場自粛がかかり、代わりに北野家に銀行強盗犯が立てこもり、父親が報道各社やテレビ各局に連絡してしまい新聞の一面に掲載されるという設定もあった。
- たけしよ、もう一度コンビを組んでやろうや - ビートきよしがたけしの所に行き、漫才を始めるコーナー。当時ツービートとしての活動は殆ど行っていなかったので、二人が漫才を行うという事が一つの話題となった。
- たけしのいない部屋 - そのまんま東が進行役で、ゲストと楽屋でトークするコーナー。
- ファイナルコント

## スタッフ
- 企画：北野武
- 構成：豊村剛、宮沢章夫、ダンカン、前田昌平、船内幸江
- ＳＷ：佐々木伸郎
- 映像：鈴木康介
- 音声：坂本親保
- 調整：牧野枝侑
- 照明：峰谷道雄
- 美術：浜野端彦、宮沢利忠
- 広報：野口和子
- 協力：オフィス北野
- 音効：金子喜久夫
- ＴＫ：木村八生子
- 総合演出：伊藤輝夫(テリー伊藤・当時IVSテレビ制作)
- 演出：福間正浩、後藤喜男(IVSテレビ制作)
- プロデューサー：廣瀬健一(NTV)、牛丸謙壱(IVSテレビ制作)、望月政道(IVSテレビ制作)
- 制作(チーフプロデューサー)：八田一郎(NTV)
- 製作著作：日本テレビ